# Borland C++
Borland C++ — среда программирования (IDE), разработанная фирмой Borland для создания программ на языках программирования Си и C++. Каждая версия среды включает компилятор, поддерживающий свой стандарт языка программирования. Первоначально среда программирования использовалась для создания программ под DOS, но с появлением и распространением Windows и Windows NT были предложены средства для разработки приложений для этих операционных систем.
Borland C++ исторически восходит к Turbo C, но, в отличие от Turbo C, поддерживает объектно-ориентированное программирование. За время своего развития среда разработки дополнялась специализированными библиотеками, предназначенными для быстрой разработки приложений. В частности, примером применения объектно-ориентированного подхода для создания приложений под DOS стала библиотека Turbo Vision, в то время как аналогичным примером применения объектно-ориентированного подхода для создания приложений под Windows стала библиотека Object Windows Library.

## Библиотеки
- ObjectWindows Library (OWL) — набор классов языка C++, облегчающий разработку профессиональных графических приложений для Windows.

- Turbo Vision — набор классов C++ для создания профессиональных приложений в DOS. Эти классы реализуют некоторые схожие элементы, как у Windows-приложений: диалоговые поля, появление сообщений, меню, ускорители, и пр.

## Дополнения
- Borland Power Pack for DOS — позволяет создавать 16- и 32-битные приложения для DOS, используя защищённый режим. Такие приложения могут обращаться к ограниченной области Windows API и функциям вызова в любой Windows DLL.
- Borland CodeGuard — установленный и интегрированный внутрь IDE, CodeGuard может вставлять служебный код в конечные исполнимые файлы, который может служить для отслеживания использования указателей, вызовы API, количество вызовов некоторой функции и некоторые другие возможности. В случае обнаружения ошибок появляется «всплывающее» окошко, отладчик может остановить или записать историю (лог) исполнения. Существуют варианты для 16- и 32-битных приложений.

## История версий
Первая доступная версия Borland C++, имевшая номер 2.0, вышла в 1990 году под DOS (для OS/2 данная версия вышла в 1992 году).
В 1991 году вышла версия 3.0 с поддержкой сборки Windows-приложений. Спустя год вышло обновление 3.1, в котором был реализован оконный IDE и шаблоны приложений OWL 1.0 и Turbo Vision 1.0.
Начиная с версии 4.0 (1993 год) в продукте удалена поддержка сборки MS-DOS приложений, и IDE стал полностью Windows-ориентированным. В 1995 году вышла 4.52 с поддержкой Windows 95 и OWL 2.5. В марте 1996 года выходит 5.0, которая стала поддерживать Windows NT 3.51 (Windows NT 4.0 тогда ещё была в разработке).
4 апреля 1997 года выходит последний релиз Borland C++ IDE (впоследствии замещённой серией Borland C++ Builder), который ещё поддерживал генерацию кода для реального режима и MS-DOS. Этот релиз имел номер 5.02.
16 февраля 2000 года выходит последняя версия Borland C++ 5.5, содержащая только компилятор (без IDE). Доступна для бесплатного скачивания с сайта Embarcadero. В качестве IDE для Borland C++ 5.5 можно использовать редактор текста Scintilla Text Editor (SciTE, Sc1.exe) или простейшую DIDE для Borland C++ 5.5.
Эволюция Borland C++:
Turbo C → Borland C++ → Borland C++ Builder → Codegear C++ Builder (и Codegear Turbo C++) → Embarcadero C++ Builder (и Embarcadero Turbo C++)